# Elaphoglossum parvulum
Elaphoglossum parvulum är en träjonväxtart som beskrevs av John T. Mickel. Elaphoglossum parvulum ingår i släktet Elaphoglossum och familjen Dryopteridaceae. Inga underarter finns listade.